# Pine Mountain Jump
Pine Mountain Jump – kompleks skoczni narciarskich na wzniesieniu Pine Mountain (462 m n.p.m.) w amerykańskiej miejscowości Iron Mountain (Upper Peninsula w Michigan), w skład którego wchodzi skocznia duża K119 oraz trzy małe obiekty: K38, K25 i K10.
Pierwsza sztuczna skocznia narciarska w Iron Mountain została wybudowana w 1929 r. na Hemlock Street. W 1933 r. zbudowano pierwszą żelazną skocznię narciarską w Crystal Lake, zwaną Devils' Hill, którą zainaugurowano 5 stycznia 1934. W tym samym czasie założono klub narciarski Kiwanis. W 1937 r. rozpoczęto budowę skoczni narciarskiej na Pine Mountain, a w 1938 r. ukończono konstrukcję najazdu o wysokości 156 stóp i prace nad zeskokiem. Na początku 1939 r. odbyły się na niej pierwsze zawody, a ich zwycięzcą został Bob Rocker z Duluth Ski Club, który pobił wówczas rekord Stanów Zjednoczonych skokiem na odległość 256 stóp (78 m).
Skocznia na Pine Mountain była kilkukrotnie przebudowywana. W 1948 r. powiększono zeskok. W 1977 r. pożar spalił jej szczyt. Podczas odbudowy dodano wówczas nowe bramki startowe, co uczyniło obiekt znacznie wyższym. Obecnie ma on jedną z najwyższych wież spośród wszystkich skoczni i bardzo duże nachylenie zeskoku. Kolejne rozbudowy obiektu nastąpiły w 1995 r. oraz 2005 r., a od 1996 r. jego rekordzistą był Japończyk Masahiko Harada, który podczas konkursu Pucharu Świata uzyskał 140 metrów. Ostatnia gruntowana przebudowa rozpoczęła się w 2017 r. Obecnie skocznia regularnie gości zawody Pucharu Kontynentalnego. Ostatnie zawody przed przebudową obiektu rozegrano 15 i 16 lutego 2020, w obu zwycięstwo odniósł Austriak Clemens Aigner. 13 i 14 lutego 2021 zmagania odwołano z powodu zagrożenia epidemicznego.
W połowie 2020 r. rozpoczęła się przebudowa skoczni (począwszy od remontu rozbiegu od lata do grudnia 2020 r.). Stare drewniane deski zostały zastąpione przez ich stalowe odpowiedniki, dodatkowo zainstalowano nowoczesny rozbieg ceramiczny. Zmiany nastąpiły także na zeskoku i wieży skoczni (powstało ogrzewane pomieszczenie dla skoczków). W czerwcu 2021 r. zmodernizowany obiekt przeszedł inspekcję FIS. Po renowacji możliwe będzie rozgrywanie na nim konkursów Pucharu Świata (z zaplanowanych na sezon 2022/23 organizatorzy jednak zrezygnowali ze względu na niedokończenie infrastruktury towarzyszącej). Pierwsze zawody na zmodernizowanym obiekcie odbyły się w dniach 5-6 lutego 2022, w ramach Pucharu Kontynentalnego edycji 2021/22.